# San Ignacio (Coahuila)
San Ignacio es una localidad del estado mexicano de Coahuila. Es parte del municipio de San Pedro.

## Toponimia
El nombre de la población hace referencia al santo patrono de la localidad: Ignacio de Loyola.

## Demografía
| Gráfica de evolución demográfica |
|                                  |

| Censo | Población |
| ----- | --------- |
| 1900  | 193       |
| 1910  | 227       |
| 1921  | 986       |
| 1930  | 661       |
| 1940  | 1 169     |
| 1950  | 1 534     |
| 1960  | 1 620     |
| 1970  | 1 413     |
| 1980  | 1 893     |
| 1990  | 2 164     |
| 2000  | 1 876     |
| 2010  | 2 062     |
| 2020  | 1 969     |